# Fort Worth Symphony Orchestra
La Fort Worth Symphony Orchestra (FWSO) è un'orchestra sinfonica americana con sede a Fort Worth, in Texas. L'orchestra è residente presso la Nancy Lee e la Perry R. Bass Performance Hall. Oltre alla sua serie di concerti sinfonici e pop, la FWSO collabora anche con la Fort Worth Opera, la Van Cliburn International Piano Competition, la Southwestern Seminary Master Chorale ed il Programma di Educazione dei Bambini della Bass Performance Hall. La FWSO presenta anche il festival estivo di concerti Concerti nel giardino presso il Gardino Botanico di Fort Worth.

## Storia
L'orchestra diede la sua prima esibizione pubblica nel 1912 e si sciolse nel 1917 durante la prima guerra mondiale. Nel 1925 Brooks Morris ristabilì la FWSO e fu il primo direttore musicale e direttore d'orchestra. Sessantotto musicisti si esibirono al primo concerto l'11 dicembre 1925, davanti a un pubblico di circa 4.000 persone nell'auditorium della First Baptist Church. La Fort Worth Symphony Orchestra ha presentato i suoi primi concerti nell'Auditorium di Will Rogers. L'FWSO si sciolse di nuovo nel 1943, durante la seconda guerra mondiale. Nel 1957 Morris fece rinascere ancora una volta l'orchestra, i cui musicisti inizialmente si esibirono senza stipendio e si occuparono anche della direzione organizzativa generale. Tra i direttori temporanei ci furono Robert Hull, Rudolf Kruger e Ralph R. Guenther. A partire dalla stagione 1968-1969 i concerti della FWSO si tenevano nell'auditorium del Fort Worth Convention Center e, con la stagione 1998-1999, si trasferirono nella loro attuale sede, la Bass Performance Hall di livello mondiale. L'orchestra aveva gli uffici e teneva le prove nella Orchestra Hall a partire dai primi anni '70 fino al 2001 quando si trasferirono nella loro attuale sede, il Maddox Muse Center, di fronte alla Bass Hall.
John Giordano, all'epoca direttore della Youth Orchestra di Greater Fort Worth e della Texas Christian University Symphony, divenne il direttore musicale della FWSO nel 1972, mantenendo quella posizione fino al 2000, il direttore musicale più longevo nella storia della FWSO. Giordano era un leader carismatico e molto efficace nella raccolta fondi. Durante il suo mandato la Texas Little Symphony (quest'ultima ribattezzata Orchestra da Camera di Fort Worth) fu formata come un gruppo da camera a tempo pieno e servì come nucleo professionale per la FWSO, questo permise loro di iniziare ad attrarre talenti di classe mondiale che iniziarono la transizione dell'orchestra da un'ottima orchestra regionale part-time ad un ensemble stipendiato di classe mondiale a tempo pieno. Il Concerts In The Garden Summer Festival iniziò nel 1991 e si tiene ogni giugno-luglio presso il giardino botanico di Fort Worth. L'FWSO funge anche da orchestra ospitante per il Concorso Pianistico Internazionale Van Cliburn, che si tiene ogni 4 anni a Fort Worth, accompagnando i finalisti nelle ultime fasi del concorso. Nel 1998 la FWSO ha preso la sua attuale residenza presso la Nancy Lee e la Perry R. Bass Performance Hall. Giordano ha ora il titolo di direttore emerito dell'FWSO. Nel 2000 Miguel Harth-Bedoya è succeduto a Giordano come direttore musicale dell'FWSO.
Nel settembre 2016 i musicisti della FWSO hanno iniziato un'azione di protesta che è sfociata in uno sciopero. L'8 dicembre, quasi tre mesi dopo lo sciopero, un donatore anonimo ha dato $700.000 dollari per aiutare a colmare il deficit dell'orchestra. Ciò ha permesso alle due parti di raggiungere un accordo sul mantenimento degli stipendi dei musicisti ai livelli attuali per i primi due anni, seguito da un aumento del 2% nel terzo anno e un aumento del 2,5% nel quarto anno.
Nel maggio 2018 la FWSO ha annunciato che Harth-Bedoya concluderà la sua direzione musicale dell'orchestra e, successivamente, prenderà il titolo di direttore laureato.

## Direttori musicali
- Brooks Morris (1925-1943)
- Robert Hull (direttore ad interim; 1957)
- Rudolf Kruger (direttore ad interim)
- Ralph R. Guenther (direttore ad interim; 1963–1965)
- Ezra Rachlin (1965–1972)
- John Giordano (1972–2000)
- Miguel Harth-Bedoya (2000-in carica)

## Incisioni scelte
Le registrazioni più recenti dell'orchestra, alcune delle quali sono state pubblicate sulla propria etichetta, includono:
- Sentimiento Latino con Juan Diego Flórez (Decca)
- Tchaikovsky: Sinfonia n. 5 in mi minore, Opus 64
- Prokofiev:  Pierino e il lupo (Michael York, narratore)
- The Composers Voice, Volume I con la musica di Gabriela Lena Frank e Kevin Puts (Fort Worth Symphony Orchestra)
- INTI, Three Centuries of Peruvian Music (Filarmonika)
- Asleep At The Wheel con la Fort Worth Symphony Orchestra
- Prokofiev: Concerti per pianoforte n. 2 e 5 (Vadym Kholodenko, pianista; Harmonia mundi)[5]